# Štvanice (Králický Sněžník)
Štvanice (německy Schwarze Jagd) je vrch v pohoří Králický Sněžník, jehož vrchol je v nadmořské výšce 866 metrů nad mořem. Tvoří samostatnou část geomorfologického okrsku zvaného Hraniční hřbet. Jde o nejvyšší bod mezi obcemi Hynčice pod Sušinou a Stříbrnice. K oběma obcím vedou z vrcholu kopce lyžařské sjezdovky, na vrcholu se nachází rozhledna Kraličák, vysoká 35 metrů, a odpočívadlo, oba objekty byly postaveny v roce 2018.